# Criptografía financiera
La criptografía financiera (FC de financial cryptography) es el uso de la criptografía en aplicaciones en las que pueden resultar pérdidas financieras de la subversión del sistema de mensajes.
La atención de los criptógrafos en el campo son originarias de la labor del Dr. David Chaum que inventó la firma digital ciega. Esta especial forma de firma criptográfica permitió una moneda virtual que se firmó sin el firmante ver la moneda, y permite una forma simbólica de dinero digital que ofrece inrrastreabilidad. Esta forma es a veces conocida como "Digital Cash".
Un mecanismo criptográfico ampliamente utilizado y desarrollado previamente es el cifrado de datos estándar, que se utilizan principalmente para la protección de las transferencias electrónicas de fondos. Sin embargo, es el trabajo de David Chaum el que interesó a la comunidad criptográfica sobre el potencial de los mensajes cifrados como efectivos instrumentos financieros.
La criptografía financiera incluye los mecanismos y los algoritmos necesarios para la protección de las transferencias financieras, además de la creación de nuevas formas de dinero. Pruebas de trabajo y diversos protocolos de subasta están bajo el paraguas financiero de la criptografía financiera. Hashcash se utiliza para limitar el spam.
Se distingue de la criptografía tradicional en que para la mayor parte de la historia, la criptografía se ha utilizado casi exclusivamente para fines militares y diplomáticos. Como parte de un modelo de negocio, FC siguió a la guía de la criptografía y solo las ideas más simples fueron adoptadas. Cuentas de dinero protegida por sistemas SSL como PayPal, e-gold y GoldMoney son relativamente exitosas, pero los mecanismos más innovadores, incluyendo "blinded token money", no lo son.
La criptografía financiera es vista a menudo con un alcance muy amplio de aplicación. Ian Grigg ve la FC en siete capas, siendo la combinación de siete disciplinas distintas: criptografía, ingeniería de software, derechos, contabilidad, gestión de los asuntos públicos, valor, y aplicaciones financieras. Fracasos en los negocios a menudo se remontan a la ausencia de una o más de estas disciplinas, o a la mala aplicación de los mismos. Esto ve a la FC como una materia interdisciplinaria. De hecho, de manera inevitable, las finanzas y la criptografía se basan cada una sobre múltiples disciplinas.
La criptografía financiera es, en cierta medida, organizada en torno a la reunión anual de la Asociación Internacional Criptografía Financiera, que se celebra cada año en un lugar diferente.